# Ростелум
Ростелум (на латински: rostrum – „клюн“, умалително „малък клюн“, „хоботче“) е анатомична част от сколекса на тениите.
Представлява изпъкнала част на предния край, която е подвижна. Има конусовидна мускулната структура, която се намира върху апикалния край на сколекса и при повечето видове е въоръжен с кукички. Последните са структури, с които тенията може да се закачи към чревната лигавица на крайния гостоприемник. Структурата представлява паразитна адаптация в някои цестоди с цел залавянето за стомашно-чревния тракт и е структурно различна при различните видове цестоди (при някои видове отсъства) като по този начин се превръща във важна част при определянето на видовата принадлежност. Мускулните влакна в ростелума го прибират или пролабират навън в специално влагалище.